# Nycticorax caledonicus crassirostris
La garza nocturna nankeen de Bonin (Nycticorax caledonicus crassirostris) es una subespecie extinta de la garza nocturna nankeen.

## Descripción
La garza nocturna de Bonin Nankeen fue descrita por Nicholas Aylward Vigors en 1839 basándose en informes de Heinrich von Kittlitz y del capitán Frederick William Beechey del barco británico HMS Blossom de 1828. Alcanzó un tamaño de unos 61 cm. La corona era negra y tenía dos penachos ornamentales blancos que llegaban hasta la espalda. La espalda era de color marrón canela. Las partes inferiores eran blancas. Los pies y las piernas eran anaranjados y el pico negro. A diferencia de la garza nocturna de Nankeen, tenía un pico más grueso y recto.

## Extinción
La garza nocturna Bonin nankeen se extinguió sólo 50 años después de su descripción. El último ejemplar fue capturado en 1889 en Nakōdo-jima. Existen seis ejemplares de museo, uno en Londres, uno en Bremen y cuatro en San Petersburgo . La razón más probable de su extinción es la depredación por parte de ratas y gatos salvajes. Sin embargo, los coleccionistas fascinados por sus penachos también pueden haber sido responsables; las aves cazadas para su uso en sombrerería (un negocio floreciente en el Japón contemporáneo) no habrían terminado en colecciones científicas.